# Ivanov Beach

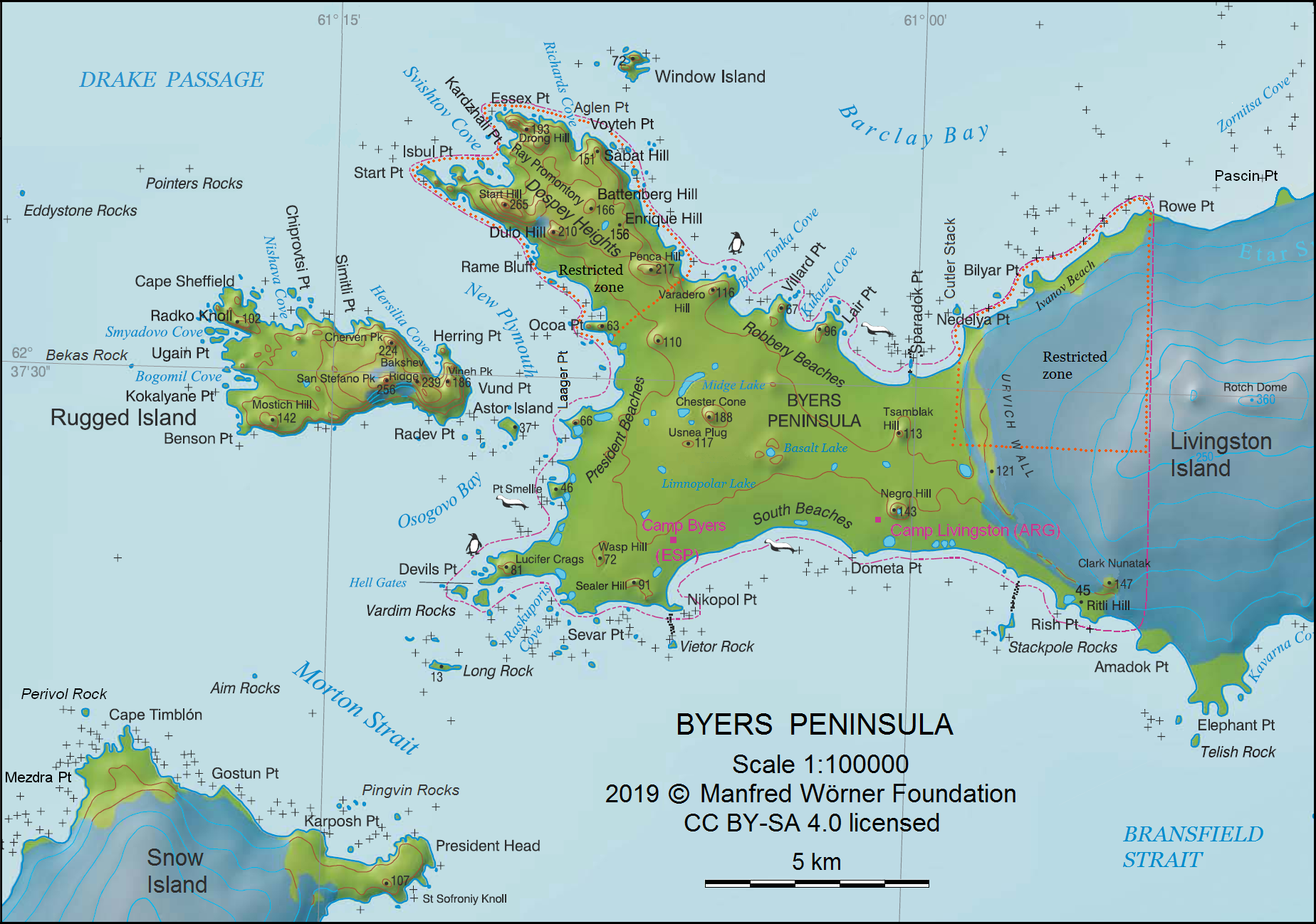
Karta över Byers-halvön som visar Ivanov Beach

Ivanov Beach är en strand i Antarktis. Den ligger i Sydshetlandsöarna. Argentina, Chile och Storbritannien gör anspråk på området.